# Mareuil-sur-Arnon
Mareuil-sur-Arnon település Franciaországban, Cher megyében. Lakosainak száma 476 fő (2022. január 1.). Mareuil-sur-Arnon Chezal-Benoît, Primelles, Saint-Ambroix, Saint-Baudel és Ségry községekkel határos.

## Népesség
A település népessége az elmúlt években az alábbi módon változott:
| Lakosok száma | 822  | 659  | 611  | 604  | 547  | 545  | 532  | 505  | 495  | 476  |
|               | 1968 | 1982 | 1990 | 2006 | 2013 | 2015 | 2017 | 2019 | 2020 | 2022 |